# Гаррієт Лейн
Гаррієт Ребекка Лейн (у шлюбі — Джонстон; англ. Harriet Rebecca Lane Johnston; 9 травня 1830 — 3 липня 1903) — Перша леді США з 1857 по 1861 роки при президентстві свого дядька, 15-го президента США Джеймса Б'юкенена (зазвичай цю посаду займає дружина президента, але дядько не був одружений). Одна з небагатьох господинь Білого дому, яка не перебувала у шлюбі з президентом. 

## Ранні роки
Сім'я Лейн була родом із округа Франкліна (Пенсільванія). Гаррієт була донькою купця Елліота Тола Лейна і Джейн Енн Лейн, сестри майбутнього президента. В 11 років Гаррієт залишилася сиротою. Опікуном на її прохання був призначений Джеймс Б'юкенен. Гаррієт навчалася у школі-інтернаті в Чарлстоні (Західна Вірджинія), а потім у школі Джорджтаунського жіночого монастиря у Вашингтоні. До цього часу Б'юкенен, який був Державним секретарем США, увів племінницю у вищі модні кола країни. 1854 року Гаррієт приєдналася до дядька, який на той час працював послом у Лондоні, де мала багатьох шанувальників. Королева Вікторія подарувала Гаррієт титул дружини посла.

## Перша леді США
Коли Джеймса Б'юкенена обрали президентом держави 1857 року, функції Першої леді була змушена виконувати Гаррієт, тому що новий президент не був одруженим. Нова «демократична королева» була дуже популярна: жінки копіювали її зачіску і стиль одягу, називали дівчаток її іменем. Гаррієт Лейн були присвячені найпопулярніші пісні, на її честь була названа президентська яхта. Своє становище Лейн використовувала для боротьби за покращення умов життя корінних американських племен у резервації.

## Пізні роки
З юності Лейн фліртувала із численними денді, називаючи їх «симпатичними, але жахливо неприємними». Б'юкенен часто попереджував її щодо «поспішного вступу у шлюб». У 36 років Лейн, зі схвалення дядька, одружилася з балтиморським банкіром Генрі Еліотом Джонстоном. Протягом наступних 18 років вона втратила дядька, двох малолітніх синів і чоловіка.
Після цього Лейн вирішила жити у Вашингтоні. Вона мала значну колекцію мистецтва, займалася благодійністю. 
Гаррієт Лейн померла від раку 3 липня 1903 року в Наррагансетті (Род-Айленд). Похована на кладовищі Ґрін-Маунт в Балтиморі (Меріленд).